# Senzualizam
Senzualizam (od latinske riječi za osjetilo) je gnoseološki pravac (teorija spoznaje), filozofsko učenje, koji uči da su izvor spoznaje izvorno samo osjetila. Senzualizam je jedna radikalna varijanta empirizma.
Značajna senzualistička škola postojala je u Francuskoj krajem XVIII. i početkom XIX. stoljeća. Sebe su nazivali ideolozima, izjednačujući značenje riječi "ideja" s "osjet". Najvažniji je Destutt de Tracy. Više o tome: Učenje o idejama (osjetima), pasus u članku ideologija.

## Relevantni članci
- Filozofija
- Gnoseologija
- Empirizam
- Intuicionalizam
- Kriticizam
- Racionalizam
- Iracionalizam